# Ambia jonesalis
Ambia jonesalis là một loài bướm đêm trong họ Crambidae.